# Elieser Kaila
Elieser (Elpiö) Kaila (fram till 1902 Johansson), född 29 oktober 1885 i Birkala, död 7 september 1938 i Korpilax, var en finländsk jurist och politiker. Han var brorson till Gustaf Johansson och kusin till Erkki Kaila.
Kaila blev juris utriusque doktor 1924, och var från 1929 professor i romersk rätt, internationell privaträtt och juridisk encyklopedi vid Helsingfors universitet. Han var sekreterare i grundlagsutskottet 1924–1929 och justititeminister i Kyösti Kallios regering 1929–1930.